# Javier García-Villaraco
Javier García-Villaraco es un actor español (9 de enero de 1986 en Madrid).  

## Filmografía

### Series de TV
- Querido maestro serie Telecinco. Personaje secundario. 1996-97
- El último verano serie Disney para Tele 5. Personaje protagonista. 1999
- “Risas y famosos” serie TVE de Jose Luis moreno. Personaje episódico. 1999
- “Viento del pueblo. Miguel Hernández” TV Movie para TVE. Secundario. 2001
- “Compañeros serie Antena3. Personaje episódico. 2001
- “Hospital Central serie Tele5. Personaje episódico. 2002

### Cine
- “Raluy. Una noche en el circo” Dir. Oscar Vega. Personaje secundario. 1998
- “Historia de detectives” cortometraje. Dir. Joaquín Domínguez. Secundario. 1999
- “Imagining Argentina” Dir. Christopher Hampton]]. Reparto. 2002
- “Dunas” cortometraje. Dir. Rafael Ruiz. Personaje protagonista. 2003.

## Premios
- Premio del Público a “Dunas” al mejor cortometraje fuera de la Sección Oficial en la 48.ª edición de Cine de Valladolid, SEMINCI-

## Links
Ficha en Imdb
- Entrada por Javier García-Villaraco, Javier G. Villaraco / Javier García Villaraco / Javier García Villarico
- Entrada por Javier García

- Datos: Q5927765